# Victorino Martín

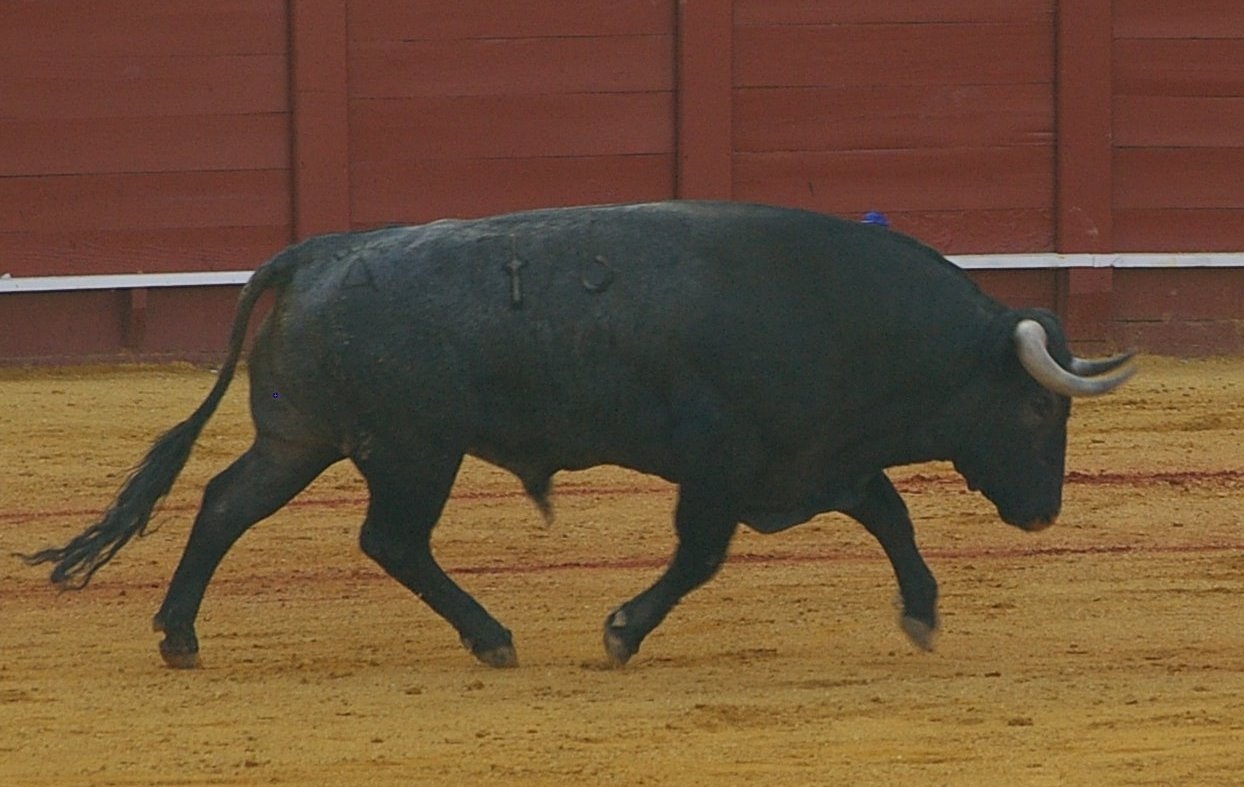
Toro de Victorino corrido en La Maestranza de Sevilla, 2009.

Victorino Martín Andrés (Galapagar (Madrid); 6 de marzo de 1929-Moraleja (Cáceres); 3 de octubre de 2017) fue un ganadero español de reses bravas, nacido en el antiguo estanco de Galapagar (Madrid) España, propietario del hierro que lleva su nombre y que tiene un origen zootécnico en las reses procedentes de los hierros del Marquesado de Albaserrada y Antonio Escudero Calvo.
Esta ganadería, creada en el año 1919, es junto a las del duque de Veragua y Miura una de las más notables de la historia del toro de lidia en España.

## Biografía
Hasta mediados de los años 1960, Victorino Martín fue un ganadero al que no se le tenía en consideración y cuyas reses se negaban a matar muchos diestros por su fiereza, a veces acompañada de mansedumbre. El indulto del toro 'Velador' le hizo saltar hasta lo más alto y empezar a cotizarse como un auténtico figura dentro del panorama pecuario taurino. Así pues, es una de las ganaderías predilectas dentro de los ciclos toristas de las ferias.
Falleció el 3 de octubre de 2017, a los 88 años de edad, en su finca, en el término municipal de Moraleja, (Cáceres) España, debido a un accidente cerebrovascular.
Su hijo,Victorino Martín García, veterinario de profesión, es el encargado actualmente de dirigir la ganadería, controlando además sus otros dos hierros, creados recientemente: Monteviejo —llamado igual que una de sus fincas—, cuyo encaste es de procedencia Vega-Villar, y Ganadería de Urcola —de procedencia Urcola, tras la compra de una cuarta parte de la ganadería de Francisco Galache Cobaleda, ganadería de Villavieja de Yeltes (Salamanca) España—.

## Distinciones honoríficas
Recibió en 2011 la Gran Cruz de la Orden del Dos de Mayo. En 2012 le fue entregado el Premio de Cultura de la Comunidad de Madrid en la categoría de Tauromaquia. Tras su fallecimiento le fue dedicado un azulejo en la plaza de toros de Las Ventas «por su infatigable y ejemplar labor como criador de reses bravas y por ser defensor de una tauromaquia íntegra».
En 2016 el Ministerio de Cultura y Deporte de España reconoció su labor y trayectoria como ganadero concediéndole el Premio Nacional de Tauromaquia, considerando que "la incomparable trayectoria de dicha ganadería, cuyo nombre ha quedado asociado a valores como la emoción, la bravura o la protección del valiosísimo patrimonio ecológico que encierra la Tauromaquia".